# Временное правительство национального единства и национального спасения Камбоджи
Вре́менное прави́тельство национа́льного еди́нства и национа́льного спасе́ния Камбо́джи (англ. Provisional Government of National Union and National Salvation of Cambodia, PGNUNSC) — правительство в изгнании, сформированное членами Камбоджийской партии национального единства (Красные Кхмеры Пол Пота) 11 июля 1994 года в ответ на восстановление Королевства Камбоджа. 
Главой правительства (и вместе с тем командующий вооруженными силами Красных Кхмеров) был Кхиеу Сампхан, его заместителем — Сон Сен. Другими членами самопровозглашенного правительства стали: Чан Юран (бывший посол Кампучии в КНР), Мак Бен, Ин Сопхеап, Кор Бун Хенг, Пич Чхенг и Чун Чоеун (экс-министр здравоохранения Демократической Кампучии). 
Под контролем сил PGNUNSC находились провинции Пайлин и Прэахвихеа, где и было провозглашено. «Временной столицей» страны был объявлен город Пайлин. PGNUNSC не имело международного признания, однако в 1996—1998 гг. поддерживало неформальные отношения с руководством КНР. PGNUNSC имело собственную радиостанцию, которая вещала на подконтрольных Красных Кхмерам территориях.
Смерть Пол Пота в апреле 1998 года привела к общему упадку движения Красных Кхмеров. В этой связи Кхиеу Сампхан и Та Мок приняли решение о роспуске правительства 22 июня 1998 года.